# NGC 61B
NGC 61B ou (PGC 1085) est une galaxie lenticulaire située dans la constellation de la Baleine. Il s'agit de la moins lumineuse des deux galaxies constituant NGC 61. La base de données NASA/IPAC désigne les galaxies PGC 1083 et PGC 1085 comme NGC 61A et NGC 61B. C'est probablement PGC 1083 qui a été observée par William Herschel, car c'est la plus brillante des deux. Comme ces deux galaxies sont à peu près à la même distance, elles sont probablement en interaction gravitationnelle.
La vitesse de NGC 61B par rapport au fond diffus cosmologique est de 7 805 ± 32 km/s, ce qui correspond à une distance de Hubble de 115,1 ± 8,1 Mpc (∼375 millions d'al).